# Pozza di Fassa
Pozza di Fassa är en ort och frazione i kommunen San Giovanni di Fassa i provinsen Trento i regionen Trentino-Sydtyrolen i Italien. 
Pozza di Fassa upphörde som kommun den 1 januari 2018 och bildade med den tidigare kommunen Vigo di Fassa den nya kommunen San Giovanni di Fassa. Den tidigare kommunen hade 2 278 invånare (2017).